# Sanoceanî, Starîi Sambir
Sanoceanî (în ucraineană Саночани) este un sat în comuna Hrușatîci din raionul Starîi Sambir, regiunea Liov, Ucraina.

## Demografie
Componența lingvistică a localității Sanoceanî
     Ucraineană (100%)
Conform recensământului din 2001, toată populația localității Sanoceanî era vorbitoare de ucraineană (100%).